# Chinari
Chinari (in armeno Չինարի?, anche chiamata Ch'inari) è un comune dell'Armenia di 1 265 abitanti (2010) della provincia di Tavush.